# Karel Janoušek
Karel Janoušek (ur. 30 października 1893 w Přerovie, zm. 27 października 1971 w Pradze) – czechosłowacki żołnierz, więzień okresu rządów komunistycznych, doktor nauk przyrodniczych.

## Biografia
W czasie I wojny światowej walczył w czechosłowackich legionach w Rosji, w czasie II wojny światowej zorganizował czechosłowackie siły lotnicze w RAF. Jedyny Czechosłowak, który otrzymał rangę marszałka (Air Marshal) – 17 maja 1945.
Po przejęciu władzy w Czechosłowacji przez komunistów w 1948 aresztowany przy próbie przekroczenia granicy, został skazany na 18 lat więzienia (uznany winnym „usiłowania dezercji, spisku przeciwko Republice i usiłowania dokonania zdrady”), utratę stopnia naukowego i odznaczeń wojskowych. Po wielokrotnej apelacji wyrok zwiększono do 19 lat. W roku 1950 oskarżony o próbę ucieczki i skazany ponownie, tym razem na dożywocie. Objęty amnestią w 1960. W 1968 zrehabilitowany, ale nie odzyskał rangi ani odznaczeń (zostały mu zwrócone dopiero w 1989).

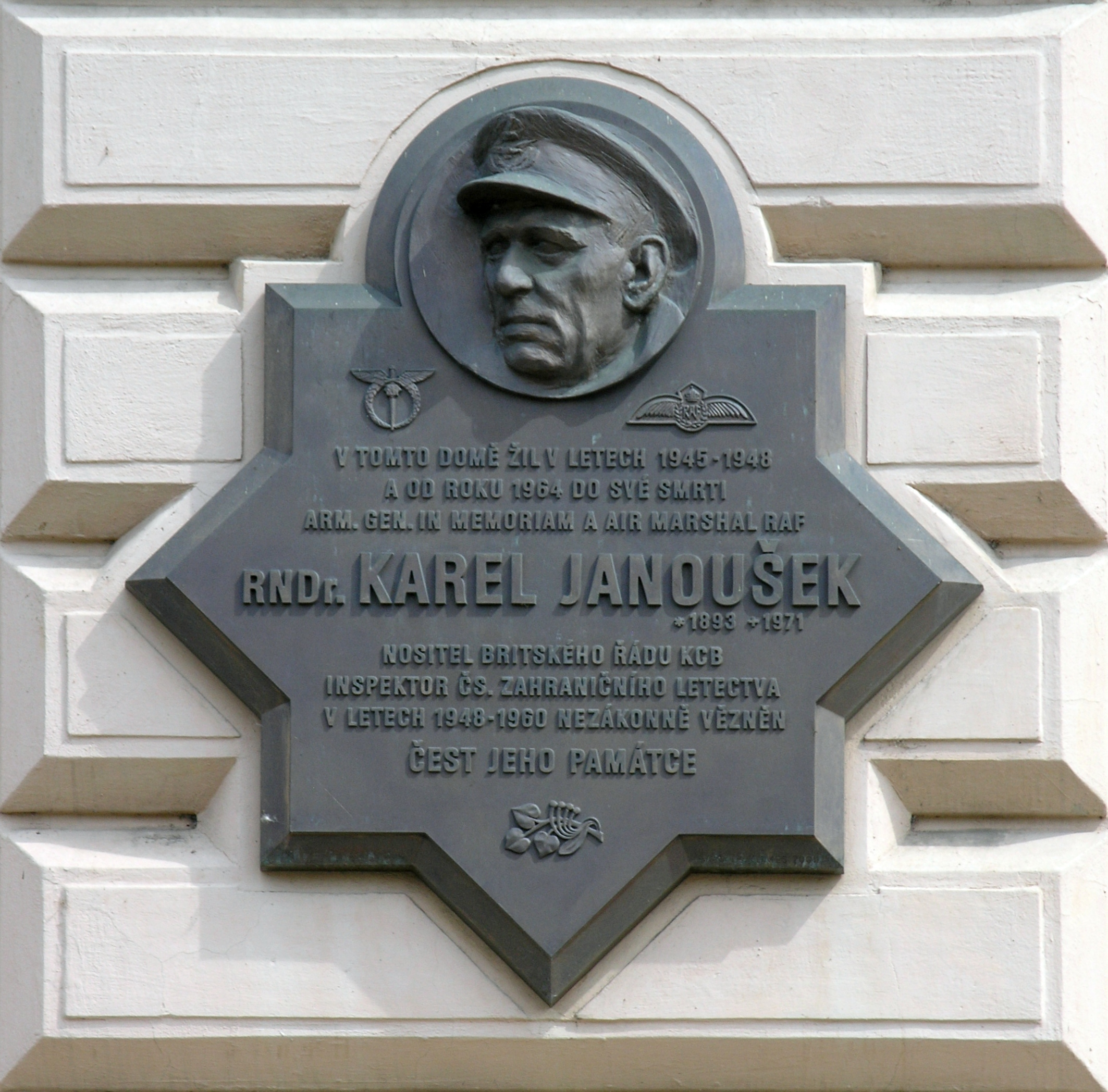
Tablica pamiątkowa na fasadzie domu w Pradze

W 1991 został pośmiertnie awansowany do najwyższej rangi armii czechosłowackiej, generała armii, a w 2016 odznaczony wojskową odmianą Orderu Białego Lwa I Klasy.

## Kultura masowa
- Zespół powermetalowy Sabaton nagrał piosenkę Far From the Fame (ang. Z dala od sławy), która opowiada o życiu Karela. Piosenka ta została wydana jako singiel oraz w albumie Heroes.